# Pergratospes holoptica
Pergratospes holoptica är en tvåvingeart som beskrevs av Nina Krivosheina och Boris Mamaev 1970. Pergratospes holoptica ingår i släktet Pergratospes och familjen tjockribbsmyggor. Inga underarter finns listade i Catalogue of Life.